# Жорстоке небо
«Жорстоке небо» — другий технотрилер українського письменника й мандрівника Макса Кідрука. За словами автора цей роман «класичний технотрилер без домішок наукової фантастики чи містики; це драматична історія про розслідування авіакатастрофи українського літака у Франції, частково заснована на реальних подіях».
| Хочеш полетіти — позбудься лайна, що тягне донизу Тоні Моррісон. «Пісня Соломона». | Очевидно, що найбільша відмінність як виду — це здатність, унікальна серед тварин, приймати контр-еволюційні рішення Джаред Даймонд. |

## Сюжет
Французька авіакомпанія «Франс-континенталь» укладає контракт з українським авіабудівним концерном «Аронов», згідно з яким він повинен виконати поставку до Європейського Союзу регіональних реактивних пасажирських літаків «Аронов ААРОН 44». На другий день експлуатації перший з двох переданих літаків зазнав катастрофу під час посадки в аеропорту Париж-Північ, через що загинуло 49 осіб. За попередніми даними трагедія відбулася з вини наземних служб аеропорту, які вивели на смугу, де повинен був приземлятися літак, дванадцятитонний снігоочисник Øveraasen RS 400. До міжнародної слідчої групи долучається 28-річна українка Діана Столяр, батько якої очолював розробку цього літака та помер від інфаркту рік тому. Вона пам'ятає батькові розмови, що літак не можна випускати, тому прагне з'ясувати що відбулося насправді.
Діана живе з чоловіком-поетом Геною та двома дітьми. Гена незадоволений життям з нею та стає жертвою шантажу з боку онлайнової повії. Діана, дізнавшись про катастрофу «ААРОНа 44», вирушає до Парижа разом з програмістом Денисом Плюйком. Деталі їй повідомляє Марсель Лакруа, слідчий з агенції ВЕА (Бюро розслідувань та розгляду питань безпеки цивільної авіації). Коли Діана береться за розслідування, в справі з'ясовуються дивні деталі.
Чорні скриньки літака виявляються пошкоджені через випадкову тріщину. Втім, Діана знаходить на фото зображення людей, що діставали скриньки. Виходить, що вони одразу знали де їх шукати, хоча це був новітній український літак. Діана впізнає на знімку чоловіка, котрим виявляється Дем'ян Шафін — віцепрезидент з фінансів та  економіки «Аронова». Керівник «Аронова», Григорій Авер'янов, забороняє Діані самотужки продовжувати розслідування, тож Діана повертається до Києва.
Згодом Діана перечитає розшифровку розмови пілотів Ротка й Рiґґсона. З неї слідує, що перший пілот був чимось здивований. Діана порівнює записи з записами інших аварій i відновлює картину події. За її розрахунками виходить, що літак опускався надто швидко, ніби пілоти взагалі не бачили посадкової смуги. Це співпадає з офіційною версією, що катастрофа сталася через низьку видимість у снігопад.
Марсель розповідає, що чорні скриньки було знищено не жаром, а дією потужного магнітного поля. Тим часом Авер'янов замовляє убивство Ротка. Він підсилає в лікарню кілера Карого, що вколює пілоту рицин. Однак, свідком цього стає інший пацієнт. Діана знаходить дружину пілота, Марину, котра підтверджує, що на записі голос її чоловіка. Пізніше Марсель добуває оригінал, який доводить, що пілоти не зреагували на появу снігоочисника. Хресний Діани, Олексій Рудик, інформує про один дивний звук у записі — це сигнал про відімкнення автопілота. Це означає, що двигуни «ААРОНа 44» перейшли у злітний режим за 5 секунд до того, як Ротко осмислив ситуацію і скомандував про скасування посадки. Така довга затримка свідчить, що літак випустили з фатальним недоліком.
Діана розуміє, що її батько знав про недолік, але його не послухали аби швидше пустити літак у виробництво. Переглянувши аудіофайл, надісланий Марселем, вона виявляє ще більшу різницю — 9 секунд. Таким чином, пілоти мали б час аби врятувати літак і пасажирів, якби він був справний.
Дениса збиває Авто, Діана підозрює, що це підлаштував Авер'янов. Той погрожує убити синів Діани, проте вона чудово усвідомлює, що Авер'янов навіть не знає де вони перебувають. Діана діє на випередження. Гена переховує одного свого сина, Данила, від Мажора. Той знаходить Гену, але батько рятує його, приголомшивши зловмисника ударом по голові та обмотавши скотчем. Однак, зникає другий син, Артем. Людина Авер'янова, Карий, повідомляє, що віддасть дитину в домовленому місці в обмін на мовчання. Проте він не бажає брати на себе викрадення, тому просто лишає хлопчика, а сам іде.
Авер'янов намагається втекти за кордон, коли його заарештовують. Згодом його засуджують до 12 років позбавлення волі. Рева за якийсь час помирає від інсульту. Шафін успішно виїжджає за кордон, але гине через нещасний випадок при глибоководному пірнанні. Карому вдається уникнути покарання і його місцеперебування лишається невідомим. Мажора здають спільники і він вішається в камері.
Перевірка підтверджує недоліки «ААРОНа 44» і за рік розробляється його модифікація, яку замовляють в Азії та Південній Америці. Європейські країни від пропозиції відмовляються. Пілотів посмертно виправдовують, а Діана на батькові гроші відкриває салон візажу. Вона розлучається з чоловіком, але підтримує з ним спілкування. Гена влаштовується сторожем, у нього з'являється багато вільного часу і він вирішує стати письменником.

## Робота над романом

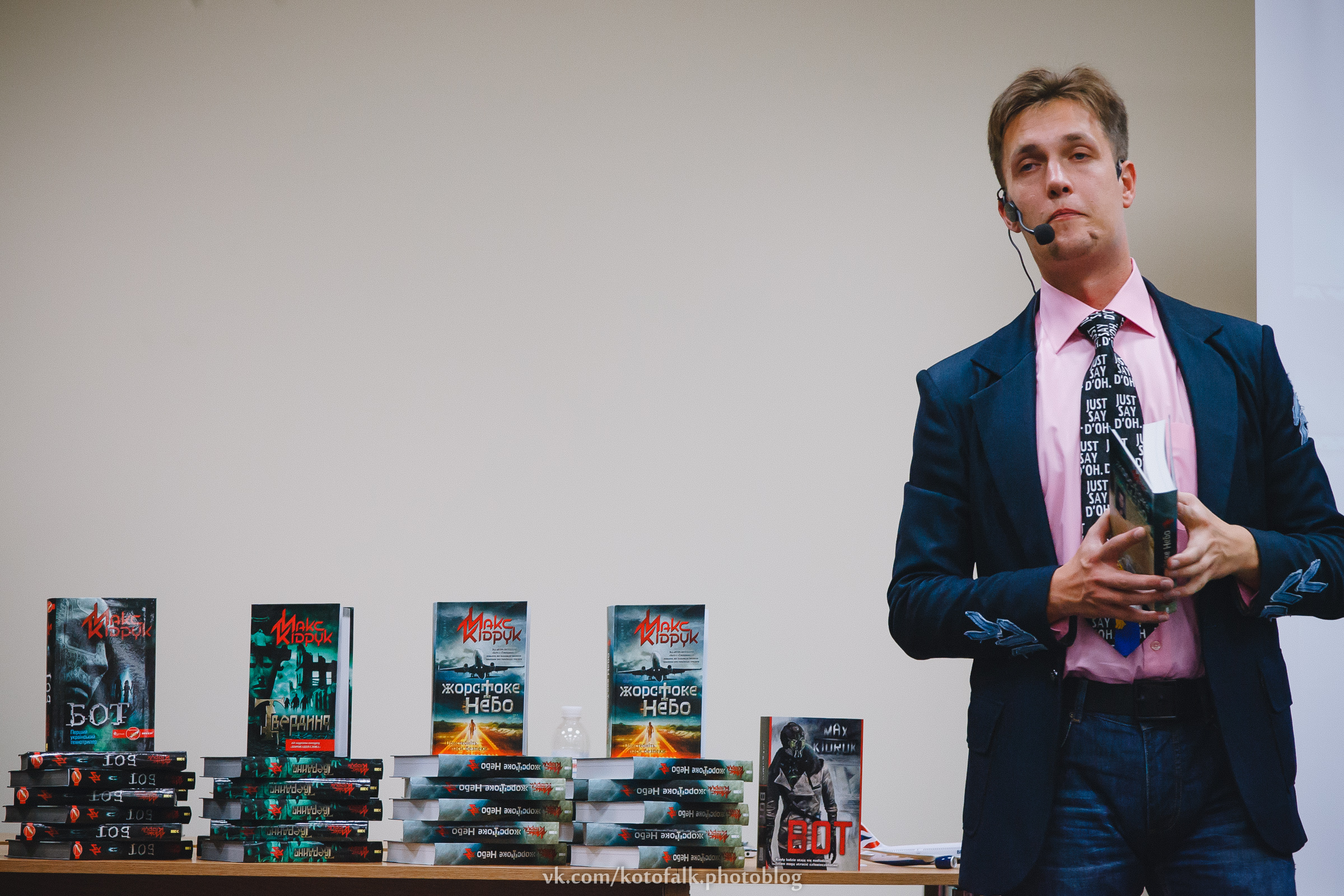
Кідрук на презентації роману «Жорстоке небо». Аеропорт «Львів». 9 жовтня 2014

Підготовка і саме написання тривало рік. Під час роботи Макс Кідрук відправляв рідерам текст роману частинами, завдяки чому інші люди ще до його виходу мали можливість вплинути на сюжет та характер героїв.
Багато зусиль автором було докладено для того, щоб прописати максимально реалістично головну героїню, адже до цього головні герої його романів були чоловіками.

## Цікаві факти
Через два місяці після виходу книги в друк у російському аеропорті «Внуково» сталася схожа катастрофа. Під час розгону перед зльотом французький чартерний літак зіштовхнувся зі снігоочисною машиною, після чого повітряне судно зруйнувалося і загорілося. Загинули всі чотири члени екіпажу, серед яких французький бізнесмен Крістоф де Маржері.